# Парижский собор (638)
Парижский собор — поместный собор, проведённый в 638 году в Париже (Франкское государство).
Как отметил В. В. Солодовников, организованный в 638 году Парижский собор относится по составу его участников к числу смешанных: на нём присутствовали помимо девяти епископов три представителя светской знати. Также в нём принял участие франкский король Дагоберт I. Парижским синодом были подтверждены привилегии церкви Святого Дионисия. Таким образом решаемый вопрос имел сугубо локальное внутрицерковное значение. По замечанию В. В. Солодовникова, раз потребовалось соборное решение посреднического характера и личное вмешательство самого короля, то, по всей видимости, из-за нарастания напряжённости в отношениях духовных и мирских магнатов церковные права нарушались.